# Wang Wei
Dans ce nom, le nom de famille, Wang, précède le nom personnel.
Ne doit pas être confondu avec Wang Wei (courtisane).
Pour les articles homonymes, voir Wang (patronyme).
Wang Wei (chinois simplifié : 王维 ; pinyin : Wáng Wéi), nom de cour et de plume, (摩诘 / 摩詰, mójié, « Vimalakirti »), né en 701 à Jinzhong et mort en 761 à Chang'an (aujourd'hui Xi'an), est un poète, peintre et musicien chinois de la période Tang. Adepte du bouddhisme chan, il choisit comme nom public celui de Mojie (« Mo-kie », c'est-à-dire « Wei-mo-kie »), qui est la transcription en chinois du nom  Vimalakirti porté par un bodhisattva laïc. Ce bodhisattva, personnage central du Sūtra de Vimalakirti, est son modèle et idéal.

## Biographie
Wang Wei passe avec succès les examens impériaux dès l'âge de vingt ans et fait ensuite une carrière brillante. Durant la rébellion d'An Lushan, il est fait prisonnier par les rebelles. Sa carrière se termine en tant que grand ministre de droite. Sa propriété de campagne de Wangchuan (le « Val de Jante »), à environ cinquante km au sud-est de Chang'an, où il séjourne souvent, est réputée. Wang Wei est proche du bouddhisme et un amoureux de la nature.

## Poésie
L'intérêt de Wang Wei pour le bouddhisme se manifeste par le calme et le détachement qui imprègne sa poésie. 

« C'est une poésie de la nature, mais une poésie de la nature bouddhique. […] Sans perdre la réalité des arbres, des rochers et de la terre, la montagne et la forêt de Wang Wei sont des emblèmes du vide. »

— Octavio Paz, Versiones y diversiones.
On remarque en outre l'œil du peintre dans sa poésie par l'intérêt porté aux couleurs et aux distances. Chez les critiques ultérieurs, cette double activité est à l'origine de l'idée essentielle de la création artistique en Chine selon laquelle la poésie s'identifie à la peinture et inversement. Su Dongpo, poète de la dynastie Song, est le premier à formuler cette idée à propos de Wang Wei : « Quand je savoure un poème de Wang Wei, j'y trouve une peinture ; quand je contemple une peinture de Wang Wei, j'y trouve un poème ».

## Peinture
Bien que l'on ait conservé un portrait attribué à Wang Wei, ce dernier est surtout connu dans l'histoire de la peinture chinoise non pour sa peinture de personnages, mais pour avoir inventé le paysage monochrome à l'encre, exécuté selon la technique du lavis. C'est en effet à partir du milieu de la période Tang que la peinture chinoise s'intéresse de plus en plus à l'aspect expressif du trait, au détriment de la couleur.
On a aussi attribué à Wang Wei un traité sur la peinture. Il s'y intéresse notamment au problème des proportions et de l'effacement des détails avec la distance. C'est aussi dans ce traité qu'est exprimé pour la première fois le principe selon lequel « l'idée précède le pinceau », principe maintes fois repris par la suite.

### Portrait de Fu Sheng

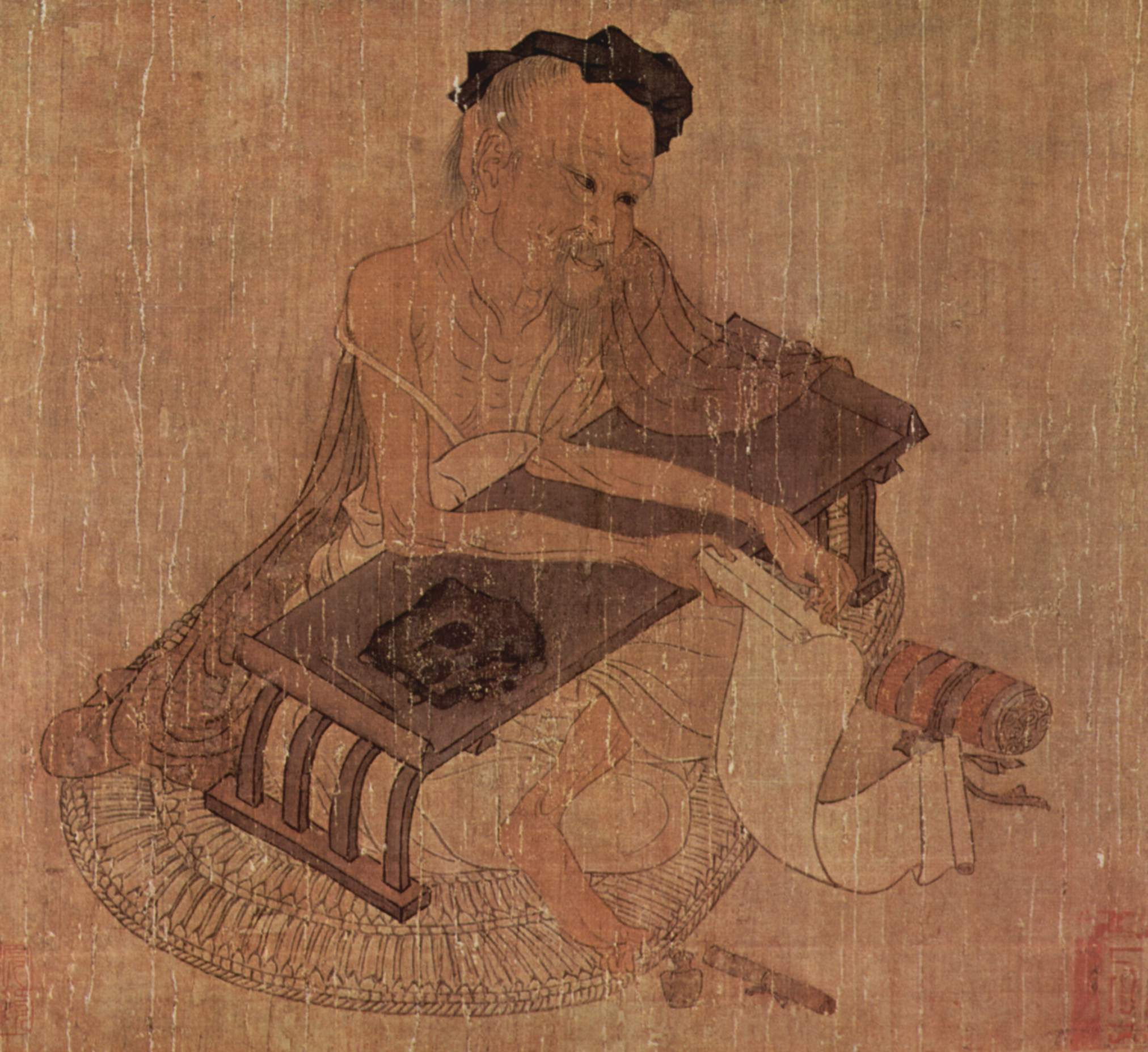
Portrait de Fu Sheng, attribué à Wang Wei.

Le Portrait de Fu Sheng (ou Fou Sheng) est un portrait attribué depuis le xie siècle à Wang Wei. Cette peinture est faite d'encre et de couleurs sur la section d'un rouleau horizontal en soie, haut de 26,1 cm. Elle innove dans le genre de la peinture de personnage par rapport aux périodes précédentes par la souplesse du dessin. Il est possible qu'elle date du ixe siècle.
Fu Sheng est un confucianiste qui, lors de l'autodafé ordonné par Qin Shi Huang au iiie siècle av. J.-C., prend soin de dissimuler dans un mur de sa maison un exemplaire du Classique des documents. Il passe ensuite le reste de sa vie à en expliquer le sens à ses contemporains. C'est la scène qui est représentée dans ce portrait, où on le voit désignant du doigt, avec un sourire, un passage du texte à son auditoire. On a avec cette peinture une illustration de l'amour du lettré pour la Vérité.
Le portrait est conservé au musée municipal d'Osaka.

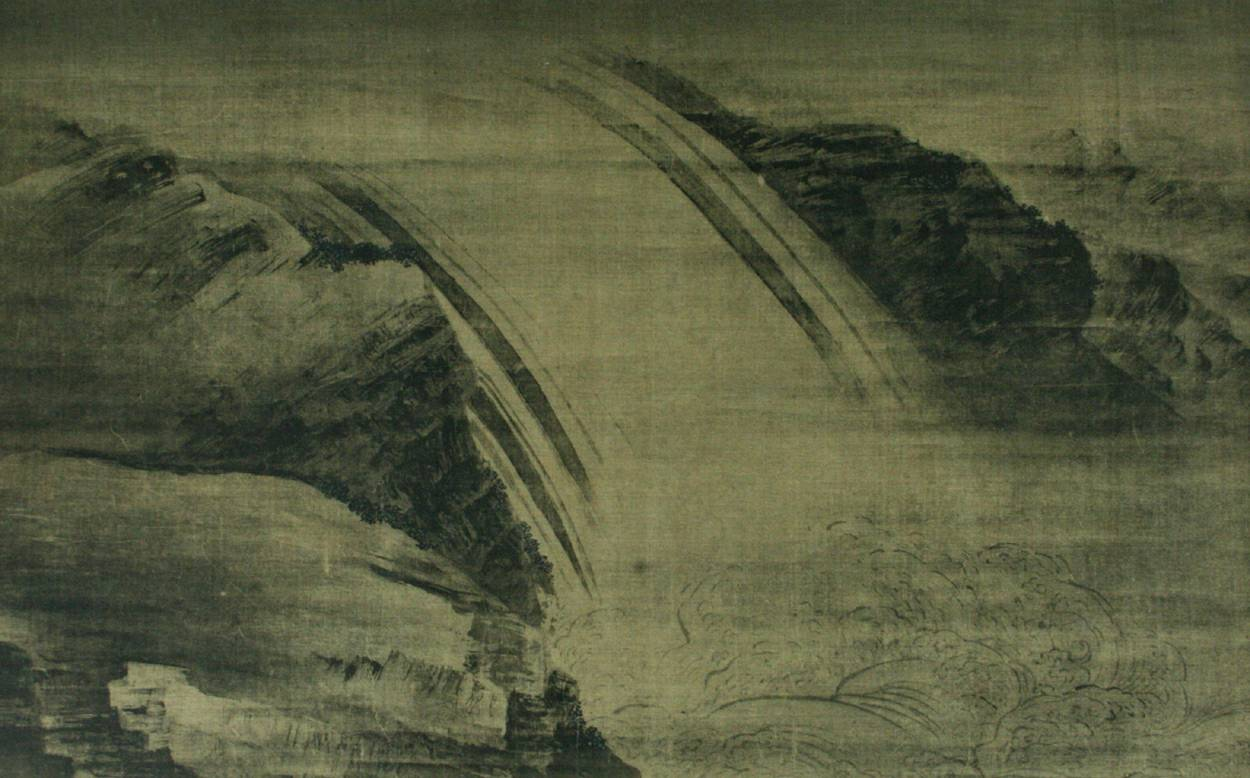
Cascade

### Liste des peintures attribuées
- Portrait de Fu Sheng, musée municipal d'Osaka
- Cascade, Chishaku-in, Kyoto

## Traductions
- Paul Demiéville (dir.), Anthologie de la poésie chinoise classique, Paris, Gallimard, coll. « Collection Unesco d'œuvres représentatives. Série chinoise », 1962 (OCLC 456518184, BNF 41619320), p. 269-274.
- Jacques Pimpaneau, Anthologie de la littérature chinoise classique, Arles, Philippe Picquier, 2004, 952 p. (ISBN 978-2-87730-666-9, OCLC 971187022, BNF 39170096), p. 411-415.
- Rémi Matthieu (dir.), Anthologie de la poésie chinoise, Paris, Gallimard, coll. « Pléiade », 2015,  (ISBN 978-2-070-14376-4) p. 350-360 — trad. par Florence Hu-Sterk.
- Wang Wei, Le plein du vide, trad. du chinois par Cheng Wing fun et Hervé Colleret, Millemont, Moundarren, 1991  (ISBN 978-2-907-31298-1).
- Wang Wei, Les saisons bleues : L’œuvre de Wang Wei poète et peintre, trad. du chinois par Patrick Carré, Paris, Phébus, coll. « Libretto », 2004 -  (ISBN 978-2-752-90026-5)